# Naroŭlja
Naroŭlja (bělorusky Нароўля, Naroŭlja, rusky Наровля, Narovlja) je město v Bělorusku a centrum Naraŭljanského rajónu, který leží v Homelské oblasti. Město se nachází na pravém břehu řeky Pripjať 125 km od města Homel, 25 km od vlakového nádraží Jelsk na lince Kalinkavičy – Ovruč.
Nachází se poblíž Poleské státní radiačně-ekologické rezervace, vytvořené po černobylské havárii. V blízkosti se nachází ložisko kamenné soli.

## Historie
Od roku 1793 město spadalo pod správu Ruského impéria a bylo centrem farnosti Rečyckého povětu Minské gubernie. Mezi lety 1810 až 1917 patřilo rodině Horvatů. V roce 1917 se stalo součástí Ukrajinské lidové republiky, od roku 1919 bylo podřízeno Minské gubernii RSFSR, od roku 1924 bylo součástí BSSR a stalo se centrem rajónu Minského okruhu.
Od roku 1938 mělo status městského sídla Poleské oblasti. V srpnu 1941 město obsadili Němci, kteří jej okupovali až do roku 1943. Od roku 1954 je součástí Homelské oblasti. V letech 1962-1965 spadalo pod Jelský rajón.
Od roku 1971 má status města. Město v důsledku Černobylské katastrofy utrpělo a část populace byla přesídlena.

## Hydrografie
Na východním okraji řeky Pripjať, která je přítokem Dněpru, protéká městem jeho přítok – řeka Naroŭljanka.

## Počet obyvatel
| 1795 | 1897  | 1923  | 1926  | 1939  | 1959  | 1970  | 1979  | 1989   | 1999  | 2009  | 2012  | 2013  | 2014  | 2015  |
| ---- | ----- | ----- | ----- | ----- | ----- | ----- | ----- | ------ | ----- | ----- | ----- | ----- | ----- | ----- |
| 139  | 1 415 | 2 550 | 2 518 | 4 100 | 4 837 | 6 556 | 8 531 | 11 165 | 7 200 | 8 110 | 8 017 | 8 026 | 8 010 | 7 991 |

## Významné osobnosti
- Rafal-Alaiz Antonijevíč Askerka (Рафал-Алаіз Антоніевіч Аскерка, 1708–1767) – mazyrský maršál, bahrymavický starosta
- Daniel Ihnatavič Horvat (Даніэль Ігнатавіч Горват, 1811–1868)
- Edvard-Maŭrycyj Arturavič Horvat (Эдвард-Маўрыцый Артуравіч Горват, 1866–1935) – vlastník Naroŭlje
- David Ryhoravič Simanovič (Давід Рыгоравіч Сімановіч) – běloruský básník, překladatel
- Mikalaj Uladzislavavič Smolski (Мікалай Уладзіслававіч Смольскі, 1905–1976) – běloruský botanik, akademik Národní akademie věd Běloruska
- Uladzimir Vasiljevič Tuhaj (Уладзімір Васільевіч Тугай) – běloruský historik
- Majsej Lejvikavič Spivak (Майсей Лейвікавіч Співак, 1919–1943) – účastník Velké vlastenecké války, Hrdina Sovětského svazu